# Nun danket alle Gott

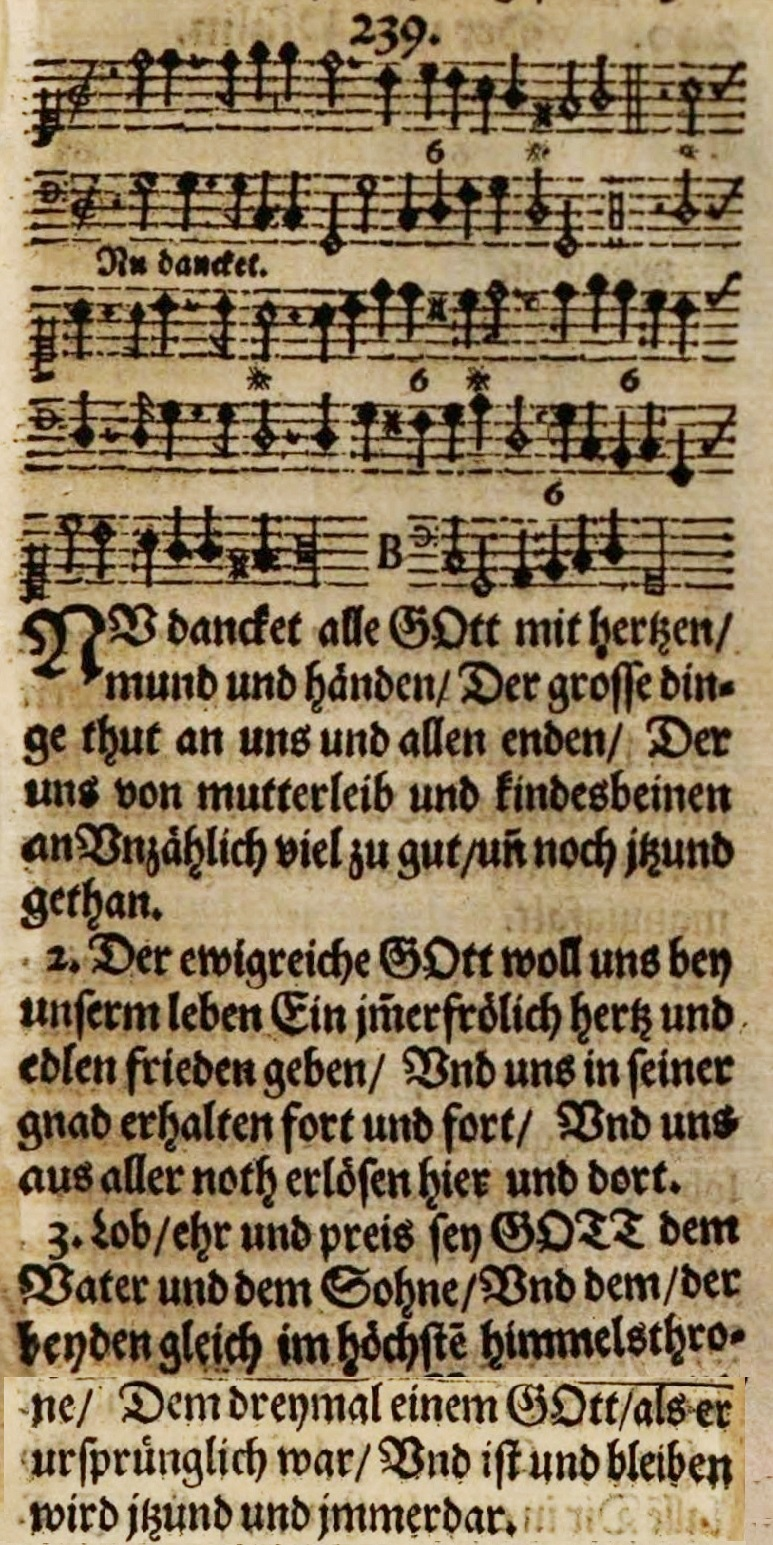
Nun danket alle Gott, Text und Melodie mit beziffertem Bass in Johann Crügers Praxis pietatis melica 1653

Nun danket alle Gott ist der Titel eines von dem protestantischen Eilenburger Geistlichen Martin Rinckart (1586–1649) verfassten Chorals. Er zählt zu den bekanntesten geistlichen Liedern in deutscher Sprache und ist weltweit bekannt.

## Entstehung und Rezeption

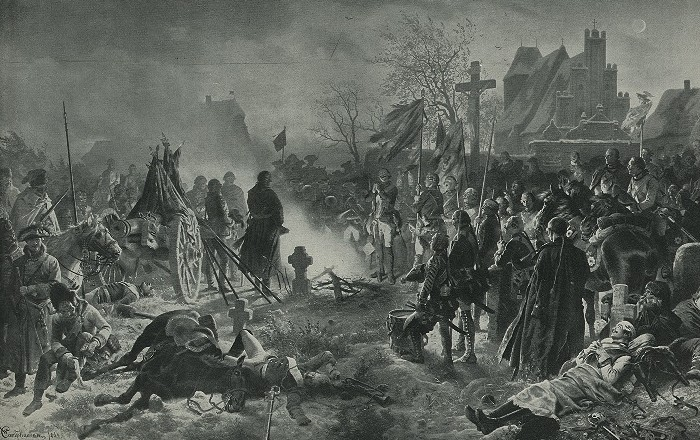
Choral am Abend der Schlacht bei Leuthen, Illustration von Wilhelm Camphausen, 1864

Der Text Nun danket alle Gott erschien erstmals 1636 in Rinckarts Jesu Hertz-Büchlein, wo er unter der Rubrik „Tisch-Gebetlein“ aufgeführt ist. Die Melodie wird von einigen Hymnologen ebenfalls Rinckart zugeschrieben, von anderen Johann Crüger, in dessen Gesangbuch Praxis pietatis melica von 1647 sie erstmals veröffentlicht ist. Die drei Strophen wurden zu dieser Zeit entweder selbständig als Tischgebet oder zusammen mit der Melodie als „Lied zu Tisch“ vorgetragen. Eine traditionell oft vermutete Verbindung zum hundertjährigen Jubiläum der Confessio Augustana (1630) erschließt sich dagegen aus dem Text selbst nicht und gilt als historisch fragwürdig.
Gegen Ende des 17. Jahrhunderts gehörte das Lied bereits zum festen Bestand vieler bedeutender evangelischer Kirchengesangbücher in Deutschland. Berühmt wurde es im 18. Jahrhundert in Anlehnung an die Schlacht bei Leuthen als „Choral von Leuthen“. In der Nähe des niederschlesischen Ortes Leuthen besiegte am 5. Dezember 1757 die preußische Armee unter Friedrich II. die Österreicher im Siebenjährigen Krieg. Am Abend nach der Schlacht sollen 25.000 Soldaten spontan das Lied angestimmt haben, das in der Folgezeit zunächst in Preußen, später in ganz Deutschland zu einer beliebten vaterländischen Hymne avancierte.
Eine ungewöhnliche und wesentlich ambivalentere Rolle spielt Nun danket alle Gott in Börries Freiherr von Münchhausens Ballade Der Todspieler von 1903, in der ein evangelischer Pastor auf tragische, unerklärliche Weise durch sein besonders inspiriertes Spiel des Chorals nach und nach den Tod seiner Frau und zweier seiner drei Söhne verschuldet.
Nun danket alle Gott erhielt im 1897 geschaffenen Historischen Festspiel der Dinkelsbühler Kinderzeche einen prominenten Platz als Schlusschoral der seitdem (außer 1940–1947 und 2020) alljährlich stattfindenden Aufführung. Das Lied hat hier die Funktion der Danksagung an Gott wegen der erfolgreich abgewendeten Plünderung der Stadt durch die Schweden im Dreißigjährigen Krieg. Die Verwendung des 1634 veröffentlichten Chorals ist allerdings anachronistisch, da die im Festspiel erzählten Ereignisse 1631 stattgefunden haben sollen.
Auch als am 1. August 1914 gegen 17 Uhr auf dem Berliner Schlossplatz die allgemeine Mobilmachung verlautbart wurde, sangen die dort versammelten kriegsbegeisterten Massen Nun danket alle Gott, und am 11. August des Jahres rief Kaiser Wilhelm II. den an die Front ausrückenden Kadetten zu: „Jedenfalls, sollte uns Gott der Herr den Sieg schenken, so bitte Ich Mir aus, daß der ‚Choral von Leuthen‘ nicht fehlt. Nun zieht hinaus mit Gott!“. Tatsächlich fand das Lied Eingang in die Soldatengesangbücher des Ersten Weltkriegs und wurde gleichermaßen von protestantischen wie auch katholischen Soldaten gesungen.
Der Choral wurde auch 1955 im Lager Friedland nach Ankunft der offiziell letzten deutschen Kriegsgefangenen aus der Sowjetunion, deren Heimkehr Bundeskanzler Konrad Adenauer erwirkt hatte, angestimmt. Helmut Kohl wählte es 1998 als Teil der Serenade des Großen Zapfenstreichs vor dem Speyerer Dom anlässlich seiner Verabschiedung aus.
Das Lied erfuhr zahlreiche musikalische Bearbeitungen, unter anderem durch Johann Christoph Altnikol, Johann Pachelbel, Georg Philipp Telemann, Johann Sebastian Bach (BWV 79, 192, 252, 386, 657 sowie mehrere Fragmente), Felix Mendelssohn Bartholdy (Lobgesang), Franz Liszt (zur Einweihung der Walcker-Orgel im Dom zu Riga, 1884), Max Reger, Sigfrid Karg-Elert (op. 65) und in der englischen Übertragung von Catherine Winkworth durch John Rutter (Now thank we all our God, 1974). Es ist im Evangelischen Gesangbuch unter der Nummer 321 verzeichnet (EG 321). Im katholischen Gesangbuch Gotteslob ist es unter Nummer 405 (GL 405), im Mennonitischen Gesangbuch unter Nummer 53 (MG 53) und im Neuapostolischen Gesangbuch unter Nummer 256 (NG 256) zu finden. Durch zahlreiche Übersetzungen ist es auch über den deutschen Sprachraum hinaus verbreitet.

## Text
Rinckarts Gedicht besteht aus drei Strophen zu je zwei Alexandriner-Paaren, einem weiblich und einem männlich reimenden.
Die ersten beiden Strophen sind die dichterische Umsetzung des apokryphen Textes Sir 50,22–24 . Dabei liegt die Lutherübersetzung zugrunde:

„22Nun danket alle Gott, der große Dinge tut an allen Enden, der uns von Mutterleib an lebendig erhält und uns alles Gute tut. 23Er gebe uns ein fröhliches Herz und verleihe immerdar Frieden zu unsrer Zeit in Israel 24und dass seine Gnade stets bei uns bleibe und uns erlöse, solange wir leben.“

Die dritte Strophe ist eine Nachdichtung des Gloria Patri.
| Originaltext | Heutige Textfassung |
| --- | --- |
| Nun dancket alle Gott Mit Hertzen Mund vnd Händen Der grosse Dinge thut An vns vnd aller Enden Der vns von Mutter Leib Vnd Kindes Beinen an Vnzehlig viel zu gut Vnd noch j[e]tzund gethan. Der ewig reiche Gott Woll vns auff vnser Leben Ein jmmer frölich Hertz Vnd edlen Frieden geben: Vnd vns in seiner Gnad Erhalten fort vnd fort Vnd uns aus aller Noth Erlösen hier vnd dort. Lob / Ehr v[n]d Preis sey Gott Dem Vater vnd dem Sohne Vnd dem der beyden gleich Im höchsten Himmels Throne: Dem dreymal einen Gott Als Er vrsprünglich war Vnd ist / vnd bleiben wird Jetzund vnd jmmerdar. | Nun danket alle Gott mit Herzen, Mund und Händen, der große Dinge tut an uns und allen Enden, der uns von Mutterleib und Kindesbeinen an unzählig viel zugut bis hierher hat getan. Der ewigreiche Gott woll uns bei unserm Leben ein immer fröhlich Herz und edlen Frieden geben und uns in seiner Gnad erhalten fort und fort und uns aus aller Not erlösen hier und dort. Lob, Ehr und Preis sei Gott dem Vater und dem Sohne und Gott dem Heilgen Geist im höchsten Himmelsthrone, ihm, dem dreiein’gen Gott, wie es im Anfang war und ist und bleiben wird so jetzt und immerdar. |

Die Originalfassung Rinckarts wurde mit geringeren Abweichungen bis ins 20. Jahrhundert hinein gesungen und fand sich im bis 1993/96 verwendeten Evangelischen Kirchengesangbuch. In der aktuellen Version ist das „jetzund“ in Strophe 1 und 3 getilgt; „dem, der beiden gleich“ wurde durch „Gott dem Heilgen Geist“ ersetzt. Das „er“ in der drittletzten Zeile war schon im 19. Jahrhundert durch „es“ ersetzt und damit der Lutherübersetzung des Gloria Patri angepasst worden; Glättungen des „dreimal einen“ gab es schon im 18. Jahrhundert und auch im DEG 1915.

## Übersetzungen
Eine dänische Übersetzung „Nu takker alle Gud med hjerte, mund og hænder...“ von 1717 erschien, mehrfach bearbeitet bis 1890, in dem dänischen Gesangbuch Den Danske Salmebog, Kopenhagen 1953, Nr. 11, in Den Danske Salme Bog, Kopenhagen 1993, Nr. 11, und wurde wieder übernommen in die folgende, aktuelle Ausgabe Den Danske Salmebog, Kopenhagen 2002, Nr. 11 (mit der gleichen Nummer, also zum „Grundbestand“ gehörig). Hinweise dazu bei J. Kærsgaard, Salmehåndbog, Band 2, Kopenhagen 2003, zu Nr. 11, auf frühere Bearbeitungen und Übersetzungen von B. C. Ægidius, im dänischen Gesangbuch Flensburg 1717, im Gesangbuch Pontoppidan 1740 usw. Das Lied steht auch im dänischen Militärliederbuch: Forsvarets sangbog. 5. Auflage. Kopenhagen 1972, Nr. 9 (nach dem Gesangbuch Pontoppidan 1740). Es ist bemerkenswert, dass die dänische Übersetzung so sehr als „dänisch“ empfunden wurde, dass selbst 1920 bei der Wiedervereinigung von Sønderjylland mit Dänemark nach dem Ersten Weltkrieg dieses Lied in der Kirche am Tag der Beendigung der seit 1864 als sehr bedrohlich empfundenen deutschen Herrschaft gesungen wurde (vgl. Bericht eines Zeitzeugen, vor 1979 niedergeschrieben, in: Nyhedsbrev. Genforenings- og Grænsemuseet, Januar 2020, S. 7).
Die niederländische Übersetzung „Dankt, dankt nu allen God“ ist ein bekanntes Kirchenlied in den Niederlanden.
Im englischen Sprachraum ist das Lied als „Now thank we all our god“ weit verbreitet.
Unter dem Titel „O Dieve, nepalik!“ findet sich das Lied bei der Nummer 302 im Gesangbuch der evangelisch-lutherischen Gemeinde in Wilna/Litauen.